# Balije Saksen
Saksen was een balije van de Duitse Orde.

## Ontstaan en uitbreiding van de balije
Tot 1283, mogelijk 1287, bestond er een balije Thüringen-Saksen. Vanaf die tijd bestond er een afzonderlijke balije Saksen, die minder rijk en belangrijk was dan de balije Thüringen. De balije bevatte ongeveer de huidige deelstaten Saksen-Anhalt, Brandenburg en Mecklenburg-Voor-Pommeren. De huidige deelstaat Saksen heette toen nog markgraafschap Meissen.
De oudste bezitting was Dommitzsch, dat in 1214 door de graaf van Brena was geschonken. In 1219 kocht de Orde de patronaatsrechten in Langeln. In 1221 werd de burchtkerk in Elmsburg aan de Elm verworven. Ook de burcht moet in handen geraakt zijn van de Orde. In 1260/62 werd een tweede burcht in Elm in Reitling verworven. In de veertiende eeuw verloren beide burchten hun betekenis en ze werden ten slotte bij Lucklum gevoegd. De hof en de kerk in Lucklum had de Orde in 1263 verworven. Sinds de veertiende eeuw was Lucklum de zetel van de landcommandeur. Nog voor Lucklum werd in 1227 een hospitaal in de rijksstad Goslar overgenomen. De zetel van de commanderij Goslar werd echter in de veertiende eeuw uit de stad verplaatst naar Weddingen. In 1227 verwierf de Orde patronaatsrechten in Dahnsdorf, in 1242 het dorp Bergen bij Maagdenburg en in 1258 het dorp Buro. Pas in de veertiende eeuw werd een hof en de patrtonaatsrechten verworven in de Nieuwstad van Göttingen (1318) en in 1355 het hospitaal in Aken aan de Elbe. Ook de commanderij Bremen heeft tot de balije behoord; het hosptaal daar werd in 1230 van de burgerij overgenomen. Reeds in 1248 (of op zijn laatst in 1266) werd Bremen overgedragen aan de balije Westfalen. 

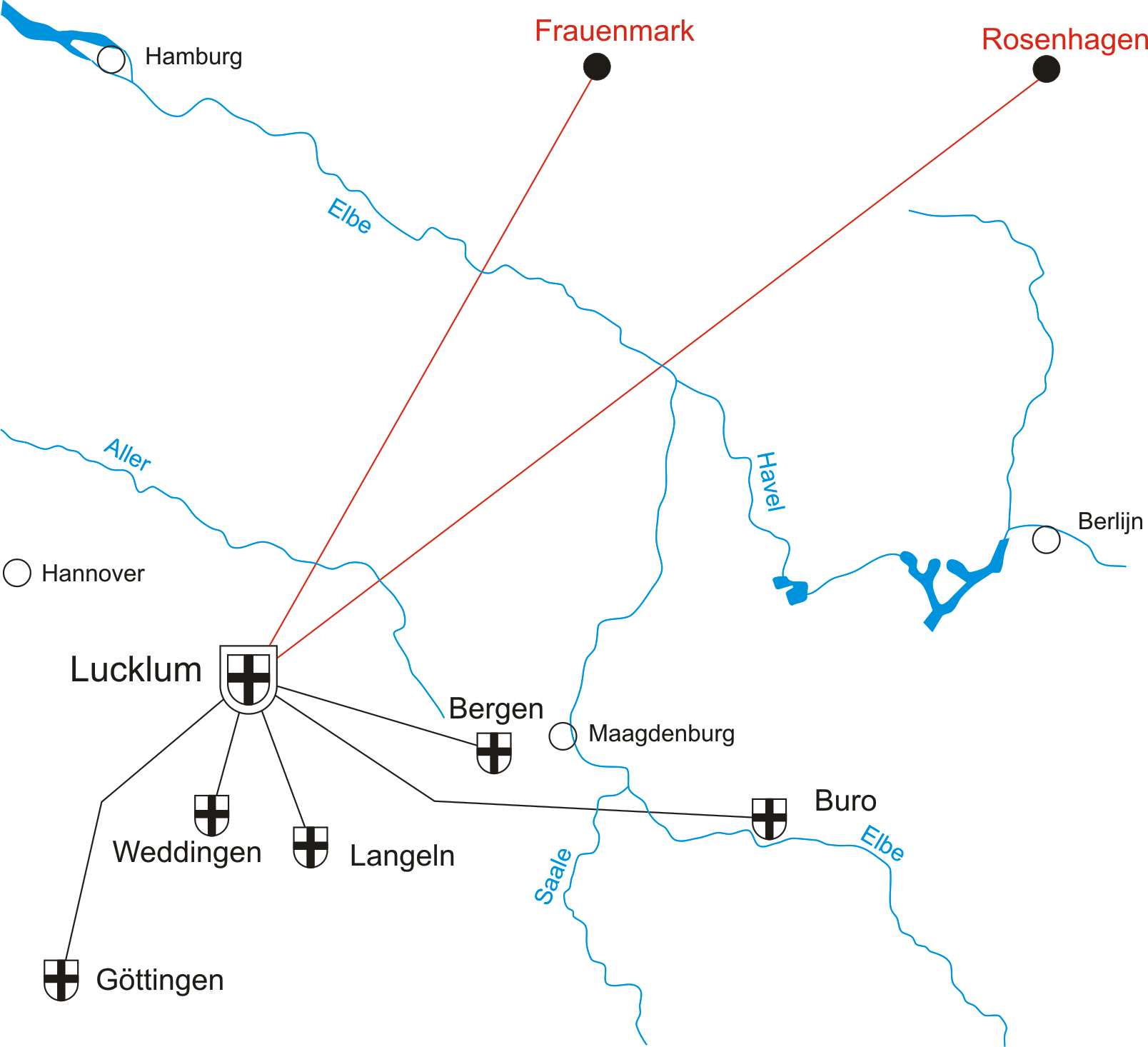
commanderijen en heerlijkheden van de balije Saksen (1788)

## Commanderijen rond 1400
- Lucklum
- Aken
- Bergen (Maagdenburg)
- Buro (dorp bij Klieken
- Dahnsdorf
- Dommitzsch
- Göttingen
- Goslar, later Weddingen
- Langeln

## Commanderijen aan het eind van de achttiende eeuw
- landcommanderij Lucklum (gelegen in het hertogdom Brunswijk-Wolfenbüttel) met de commanderij Langeln (gelegen in het graafschap Wernigerode) en de heerlijkheden Rosenhagen en Frauenmark (gelegen in het Hertogdom Mecklenburg-Schwerin.
- commanderij Bergen (gelegen in het hertogdom Maagdenburg)
- commanderij Buro (gelegen in het vorstendom Anhalt-Zerbst)
- commanderij Weddingen (gelegen in het prinsbisdom Hildesheim)
- commanderij Göttingen (gelegen in het vorstendom Brunswijk-Calenberg)